# Rueda de artillería

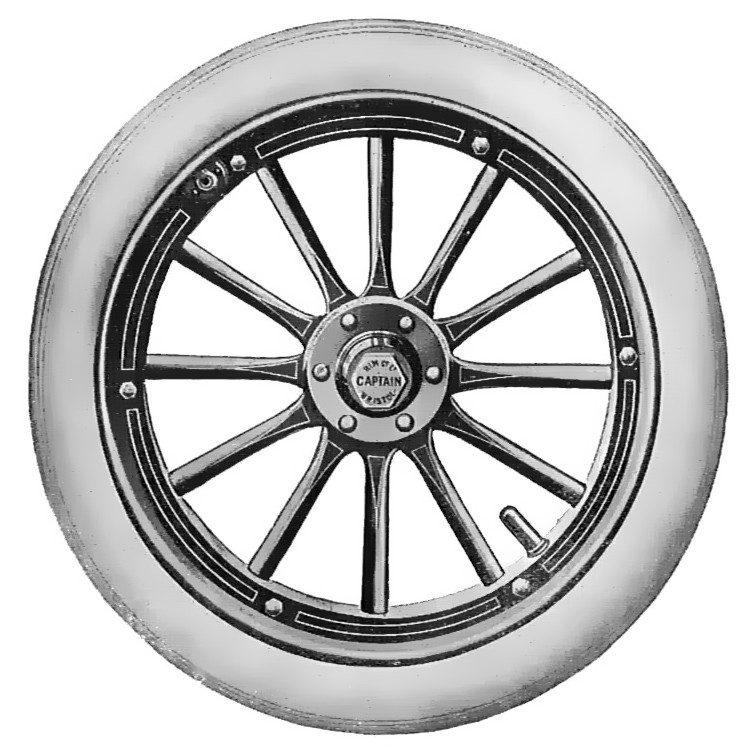
Rueda de artillería para un automóvil

La rueda de artillería era un estilo de carreta, carro de armas y rueda de automóvil de finales del siglo XIX. En lugar de tener sus radios embutidos en una nave de madera (cubo), los hace encajar en una forma clave con juntas de inglete, atornillados en una nave de metal de dos piezas. Su neumático se contrae en la llanta de la manera habitual, pero también puede atornillarse por seguridad. El diseño evolucionó a principios del siglo XX, y finalmente se ejecutó en acero estirado para ruedas automáticas que a veces muestran poca semejanza inmediata con su ascendencia de diseño.

## Ruedas de artillería de madera

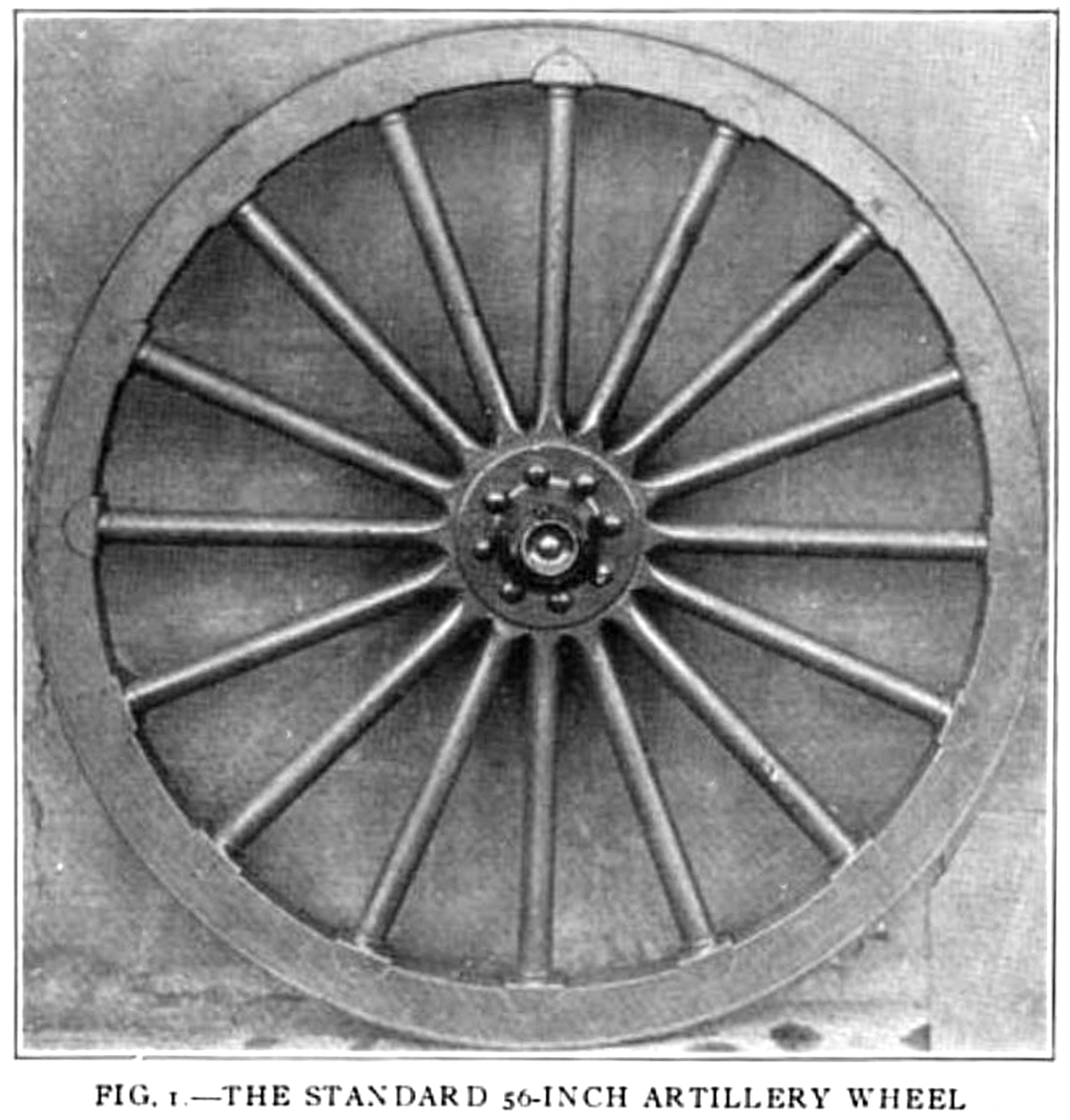
La rueda de artillería estándar de 1917 de 209 libras y 56 pulgadas del ejército de los EE. UU., Para cañones tirados por caballos.

Este tipo de rueda, con radios de madera montados en forma de piedra angular con juntas de inglete, atornilladas en una nave de metal de dos piezas, se utilizó en el carro de pistola de hierro de 3.18 pulgadas del Ejército estadounidense en 1881, con un diámetro de rueda de 57 pulgadas, cuando Archibald Wheel Company reclamó varias ventajas y las pruebas de la Junta de Oficiales de Artillería Ligera confirmaron la efectividad de este enfoque de diseño. El 1917, la rueda de 14 radios evolucionó para tener 16 radios, neumáticos de acero de alto contenido de carbono de 0.5 pulgadas, felloes de 2.875 pulgadas (8 aserrados o 2 doblados), zapatas de radios mejoradas y 0.25 pulgadas por pie dishing, para llegar a La rueda en la foto.
Para las pistolas de motor, la rueda evolucionó aún más, principalmente a diámetros más pequeños para acomodar neumáticos de goma maciza.

## Vehículos de motor
Cuando se alcanzaron velocidades más altas y, en consecuencia, fuerzas laterales más altas en los automóviles, también se usó la rueda de artillería con radios de madera. En la década de 1920, algunos automóviles usaban ruedas que parecían ruedas de artillería pero que eran de acero fundido o soldadas de secciones de acero prensado. Estos también se llamaban generalmente ruedas de artillería. Si la madera, el acero prensado o las ruedas de alambre eran preferibles, variaba mucho en los diferentes mercados.

### Automóviles en Gran Bretaña
Como resultado de las quejas de los fabricantes de motores sobre la desintegración de las ruedas de madera en estos primeros automóviles al tocar cualquier borde de la carretera, Joseph Sankey and Sons Ltd desarrolló y patentó la primera rueda de automóvil desmontable soldada de acero prensado. La producción comenzó en 1908, con clientes como Herbert Austin y, más tarde, William Morris. En 1920, Sankey suministraba ruedas a muchos fabricantes del Reino Unido.

### Automóviles en los Estados Unidos
En la década de 1930, los fabricantes estadounidenses, cuyos mercados a menudo preferían ruedas de apariencia sustancial, se trasladaron a ruedas de acero estampadas que imitaban las ruedas de artillería de cubo grande. Ford adoptó esto en 1935, Chevrolet presentó su ahora icónica rueda en 1936. Estas ruedas se basaban en ruedas de cubo grande y no se parecen superficialmente a la mayoría de las ruedas de madera de cubo pequeño.

## Galería

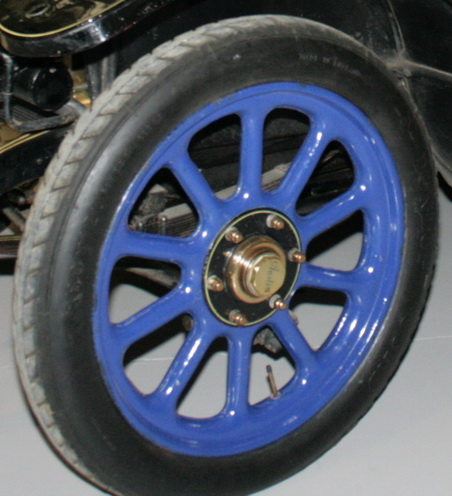
Rueda de acero desmontable prensada y soldada del mercado de accesorios 1908 en un Austin 1907
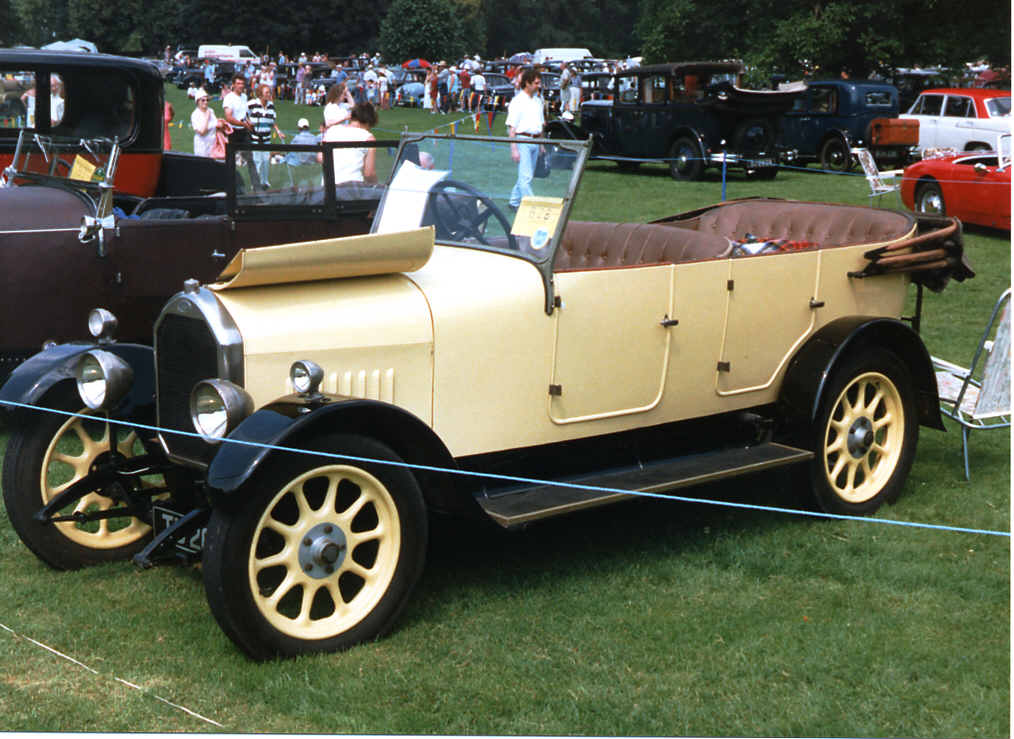
Un 1927 Humber con ruedas de artillería de acero.
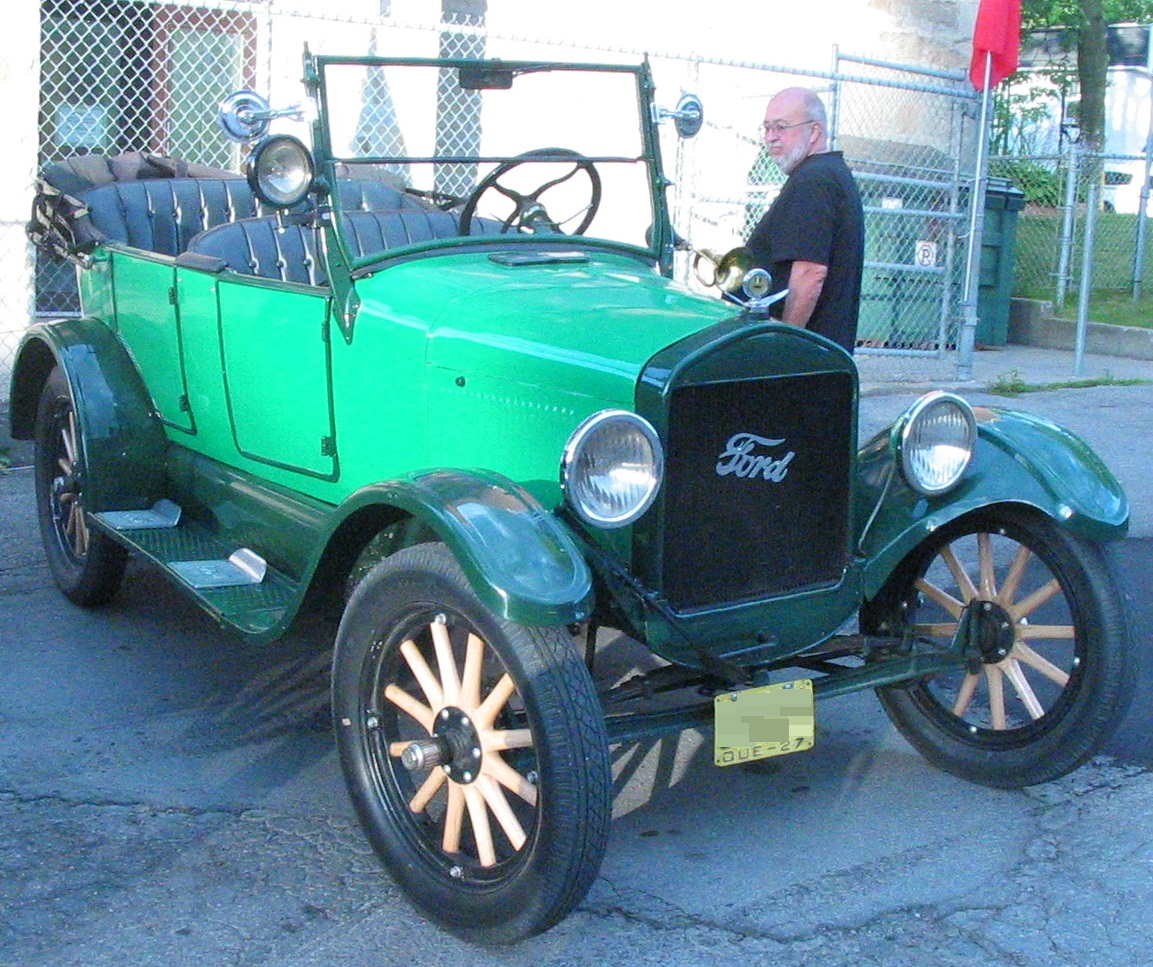
Un 1927 Ford T con ruedas de artillería
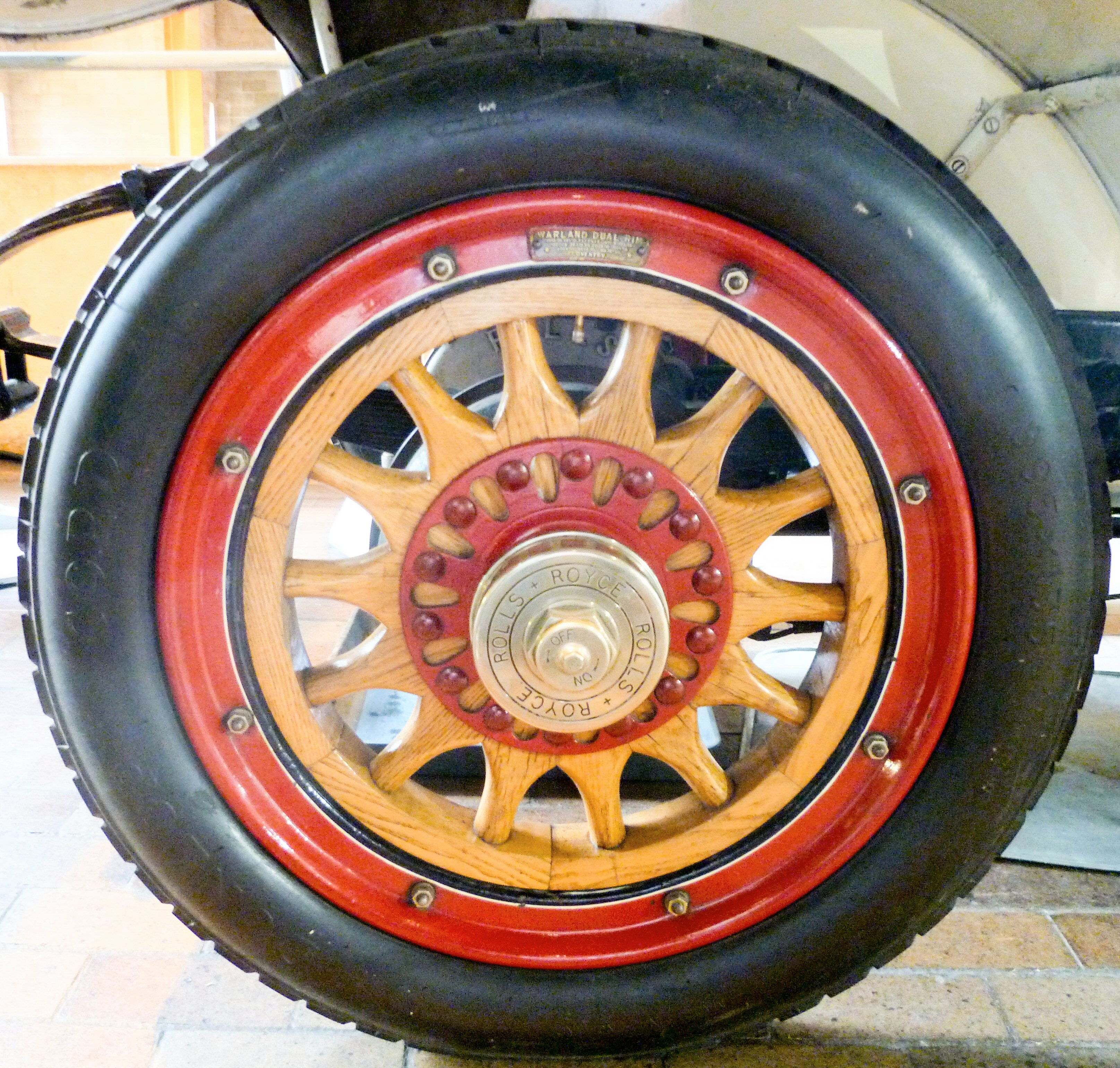
Las ruedas de artillería de acero posteriores a menudo se basaban en diseños de madera de cubo grande como este